# داوي (ميانمار)
داوي، ميانمار (بالإنجليزية: Dawei) هي مدينة، تتبع بلدة داوي، هي عاصمة منطقة تانينثاري، بلغ عدد سكانها 139٬900 نسمة، في 2004.

## المناخ
يظهر الجدول التالي التغييرات المناخية على مدار السنة لداوي، ميانمار:
| البيانات المناخية لـداوي، ميانمار                                  | البيانات المناخية لـداوي، ميانمار | البيانات المناخية لـداوي، ميانمار | البيانات المناخية لـداوي، ميانمار | البيانات المناخية لـداوي، ميانمار | البيانات المناخية لـداوي، ميانمار | البيانات المناخية لـداوي، ميانمار | البيانات المناخية لـداوي، ميانمار | البيانات المناخية لـداوي، ميانمار | البيانات المناخية لـداوي، ميانمار | البيانات المناخية لـداوي، ميانمار | البيانات المناخية لـداوي، ميانمار | البيانات المناخية لـداوي، ميانمار | البيانات المناخية لـداوي، ميانمار |
| الشهر                                                              | يناير                             | فبراير                            | مارس                              | أبريل                             | مايو                              | يونيو                             | يوليو                             | أغسطس                             | سبتمبر                            | أكتوبر                            | نوفمبر                            | ديسمبر                            | المعدل السنوي                     |
| ------------------------------------------------------------------ | --------------------------------- | --------------------------------- | --------------------------------- | --------------------------------- | --------------------------------- | --------------------------------- | --------------------------------- | --------------------------------- | --------------------------------- | --------------------------------- | --------------------------------- | --------------------------------- | --------------------------------- |
| الدرجة القصوى °م (°ف)                                              | 36.7 (98.1)                       | 37.2 (99.0)                       | 37.2 (99.0)                       | 38.3 (100.9)                      | 38.9 (102.0)                      | 36.1 (97.0)                       | 37.8 (100.0)                      | 33.9 (93.0)                       | 37.2 (99.0)                       | 37.2 (99.0)                       | 37.8 (100.0)                      | 36.1 (97.0)                       | 38.9 (102.0)                      |
| متوسط درجة الحرارة الكبرى °م (°ف)                                  | 33.3 (91.9)                       | 34.1 (93.4)                       | 34.7 (94.5)                       | 35.0 (95.0)                       | 32.0 (89.6)                       | 29.4 (84.9)                       | 28.7 (83.7)                       | 28.4 (83.1)                       | 29.7 (85.5)                       | 31.7 (89.1)                       | 32.8 (91.0)                       | 32.6 (90.7)                       | 31.9 (89.4)                       |
| متوسط درجة الحرارة الصغرى °م (°ف)                                  | 18.4 (65.1)                       | 19.6 (67.3)                       | 21.2 (70.2)                       | 23.3 (73.9)                       | 23.7 (74.7)                       | 23.2 (73.8)                       | 22.7 (72.9)                       | 22.8 (73.0)                       | 22.7 (72.9)                       | 22.5 (72.5)                       | 20.8 (69.4)                       | 18.2 (64.8)                       | 21.6 (70.9)                       |
| أدنى درجة حرارة °م (°ف)                                            | 10.0 (50.0)                       | 10.6 (51.1)                       | 13.9 (57.0)                       | 17.8 (64.0)                       | 20.0 (68.0)                       | 20.6 (69.1)                       | 20.0 (68.0)                       | 20.0 (68.0)                       | 20.6 (69.1)                       | 16.7 (62.1)                       | 11.1 (52.0)                       | 8.9 (48.0)                        | 8.9 (48.0)                        |
| معدل هطول الأمطار مم (إنش)                                         | 5.8 (0.23)                        | 16.6 (0.65)                       | 39.5 (1.56)                       | 115.3 (4.54)                      | 536.3 (21.11)                     | 1٬099٫4 (43.28)                   | 1٬201٫4 (47.30)                   | 1٬310٫4 (51.59)                   | 707.3 (27.85)                     | 355.8 (14.01)                     | 44.5 (1.75)                       | 7.6 (0.30)                        | 5٬439٫9 (214.17)                  |
| المصدر #1: المعهد النرويجي للأرصاد الجوية                          |                                   |                                   |                                   |                                   |                                   |                                   |                                   |                                   |                                   |                                   |                                   |                                   |                                   |
| المصدر #2: Sistema de Clasificación Bioclimática Mundial (records) |                                   |                                   |                                   |                                   |                                   |                                   |                                   |                                   |                                   |                                   |                                   |                                   |                                   |

## أعلام
- جورج بوردمان
- ريتشارد بارتولوميو